# Louis Meyer
Louis Meyer (ur. 21 lipca 1904 roku w Yonkers, zm. 7 października 1995 roku w Las Vegas) – amerykański kierowca wyścigowy.

## Kariera
W swojej karierze Meyer startował głównie w Stanach Zjednoczonych w mistrzostwach AAA Championship Car oraz towarzyszącym mistrzostwom słynnym wyścigu Indianapolis 500, będącym w latach 1923-1930 jednym z wyścigów Grandes Épreuves. W drugim sezonie startów, w 1927 roku z dorobkiem 38 punktów uplasował się na siedemnastej pozycji w klasyfikacji generalnej. Rok później trzykrotnie stawał na podium, w tym dwukrotnie na jego najwyższym stopniu. Uzbierane 1596 punktów pozwoliło mu zdobyć tytuł mistrzowski. Również w Indianapolis 500 świętował zwycięstwo. Rok później ukończył Indy 500 na drugie pozycji, jednak w pozostałych wyścigach mistrzostw AAA stawał jeszcze trzy razy na podium i dwukrotnie zwyciężał. Uzbierane 1330 punktów pozwoliło mu obronić tytuł. W kolejnych trzech sezonach plasował się na dalszych pozycjach. Do czołówki mistrzostw Amerykanin powrócił w 1933 roku, kiedy zdobył tytuł mistrzowski, pomimo że wygrał jedynie jeden wyścig. Był to jednak najwyżej punktowany wyścig Indianapolis 500. W 1936 roku Meyer stał się jednym z niewielu kierowców, którzy trzykrotnie wygrali wyścig Indianapolis 500. Tym razem jednak to jedno zwycięstwo nie dało mu tytułu mistrza AAA. Zdobył tytuł wicemistrzowski. Jego nazwisko widnieje w galerii sław International Motorsports Hall of Fame.